# Giorgio Agosti
Giorgio Agosti (ur. 17 października 1910 w Turynie, zm. 20 maja 1992 tamże) – włoski historyk, dr prawa, polonofil.

## Życiorys
Syn lekarza Mario Agosti i Cristiny Agosti-Garosci. Uczęszczał do klasycznego liceum Massimo d'Azeglio w Turynie. Następnie studiował na uczelniach w Turynie, Warszawie i Krakowie. Po ukończeniu studiów w 1931 i po roku służby wojskowej rozpoczął pracę jako sędzia najpierw w Vercelli, a od 1938 na stałe w Turynie.
Napisał rozprawę o Radach Kallimanowych, poglądach Frycza-Modrzewskiego, traktacie Pawła Włodkowica. Był członkiem zarządu Instytutu Kultury Polskiej im. A. Begeya w Turynie.

## Ordery i odznaczenia
- Krzyż Oficerski Orderu Odrodzenia Polski (7 czerwca 1947)[1]